# Dubrovčan
Dubrovčan är en ort i Kroatien.   Den ligger i länet Krapina-Zagorjes län, i den norra delen av landet, 28 km nordväst om huvudstaden Zagreb. Dubrovčan ligger 242 meter över havet och antalet invånare är 818.
Terrängen runt Dubrovčan är platt åt sydost, men åt nordväst är den kuperad. Runt Dubrovčan är det ganska tätbefolkat, med 207 invånare per kvadratkilometer. Närmaste större samhälle är Zaprešić, 19,6 km söder om Dubrovčan. Omgivningarna runt Dubrovčan är en mosaik av jordbruksmark och naturlig växtlighet.